# Cabruca
A cabruca é um sistema de cultivo de cacau em sistema de agrofloresta no qual as árvores nativas da região são usadas para fornecer sombra aos cacaueiros. A etimologia da palavra Cabruca vem de uma variação do verbo Cabrucar, que significa roçar ou extrair o plantio da terra.A prática se originou do costume de “limpar” a área floresta, retirando-se os arbustos e as árvores de menor porte, para plantar o cacau sob a sombra das árvores mais altas É utilizado no sul da Bahia e no estado do Espírito Santo.

## Sistema Cacau - Cabruca no Sul da Bahia
É o meio de cultivo do cacau sob a sombra de árvores diversas, em sua maior parte de espécies nativas. No Sul da Bahia,a expansão do cultivo do cacau começou no início do século XVIII, dando o início a implementação das cabrucas na região que seguem existentes até os dias atuais, as cabrucas mais recentes foram implementadas na década de 80, no final da expansão cacaueira. Sua composição e estrutura é apresentada de forma heterogênea, guardando uma grande biodiversidade e complexidade de sistemas. Estudos apontam que as cabrucas constituem um importante banco de árvores nativas, principalmente das espécies de grande porte e de madeira de lei, as quais sofrem a pressão do corte seletivo em áreas de floresta e por isso se encontram muito ameaçadas principalmente na Zona de Mata Atlântica

## Manejo da Flora Nativa
Estudos mostram, que as cabrucas não estão conservando a sua composição e diversidade de árvores, e estão mudando com o tempo. Comparando-se a composição de espécies arbóreas das cabrucas novas e antigas, observou-se que as árvores nativas das florestas maduras estão sendo gradativamente substituídas por árvores exóticas (trazidas de outras regiões) ou por árvores pioneiras e secundárias iniciais. Isso acontece porque o manejo aplicado nas cabrucas não permite a regeneração da maioria das espécies nativas e, em consequência, a cobertura arbórea dessas áreas está se tornando cada vez mais descaracterizada, raleada e empobrecida em diversidade de espécies. Isso ocorre devido à falta de conhecimento dos agricultores em relação às plântulas da maioria das espécies, dessa forma, ao realizar a roçagem periódica das áreas eles as cortam. O reconhecimento e a preferência é mais recorrente nas mudas das espécies frutíferas introduzidas, como jaqueira (Artocarpus heterophyllus) e cajá (Spondias mombin). Algumas vezes, poupam do corte também plântulas de espécies de crescimento rápido, para cobrir alguma falha no sombreamento causada pela morte de uma outra árvore. A maioria dessas são pioneiras e secundárias iniciais, como fidalgo (Aegiphila sellowiana). Apesar do crescimento proposital das espécies secundárias tardias como cedro (Cedrela odorata), as espécies climácicas, que apresentam crescimento lento, vão sendo excluídas aos poucos das plantações. Além do manejo inadequado, outro problema que ameaça a conservação das árvores nativas nas cabrucas são as recomendações agronômicas para diminuir a quantidade de sombra das plantações visando aumentar a produtividade das áreas. Essas recomendações já existiram no passado, mas, muitas vezes não foram seguidas porque os cacaueiros menos sombreados necessitam de mais insumos (como adubos e inseticidas) para produzir, e com as oscilações no preço do cacau, os fazendeiros consideraram mais prudente conservar as árvores nas plantações.

## Manejo da cobertura arbórea das cabrucas
Para que as cabrucas não se degradem com o tempo e se tornem sistemas agroflorestais sustentáveis, é necessário que elas deixem de ser um monocultivo e passem a ser um policultivo, onde se maneja, cultiva e utiliza não apenas o cacau, mas também as outras árvores do sistema. É possível melhorar o sistema promovendo a estratificação, de forma a explorar e cultivar os diferentes estratos da agrofloresta. Isso nos permitirá diversificar a produção e aumentar a produtividade geral da área cultivada, além de aumentar a complexidade do sistema e contribuir para a conservação da biodiversidade. Quando a cabruca apresentar baixa diversidade de árvores nativas e não houver áreas grandes de floresta bem conservada nas proximidades, é indicado então fazer o enriquecimento da área, plantando-se árvores diversas. A seleção de espécies para plantio deve obedecer ao critério de utilizar sementes e mudas de árvores que ocorrem naturalmente na região e que sejam bem adaptadas às condições de solo e clima locais. A coleta deve ser realizada em áreas de cabruca e floresta o mais próximo possível do local de plantio, tendo o cuidado de coletar sementes e mudas de diferentes árvores de cada espécie para aumentar a diversidade genética .No caso de existir excesso de sombra na plantação, uma boa alternativa é a poda dos galhos das árvores, o que, além de diminuir o sombreamento sem matar as árvores, serve para adubar o solo, aumentando a quantidade de matéria orgânica e acelerando a incorporação de nutrientes, como o nitrogênio, por exemplo. Os galhos podem também ser aproveitados para a fabricação de utensílios e para retirada da entrecasca de espécies medicinais. Além disso, a poda permite, ainda, a condução das árvores para ocupar os diferentes estratos, permitindo que um número maior de árvores cresça no sistema sem diminuir a produtividade da área.